# Вест-Маріон (Північна Кароліна)
Вест-Маріон (англ. West Marion) — переписна місцевість (CDP) в США, в окрузі Макдавелл штату Північна Кароліна. Населення — 1226 осіб (2020).

## Географія
Вест-Маріон розташований за координатами 35°39′8″ пн. ш. 82°1′13″ зх. д. / 35.65222° пн. ш. 82.02028° зх. д. (35.652289, -82.020364).  За даними Бюро перепису населення США в 2010 році переписна місцевість мала площу 4,44 км², уся площа — суходіл. В 2017 році площа становила 3,88 км², уся площа — суходіл.

## Демографія
Згідно з переписом 2010 року, у переписній місцевості мешкало 1348 осіб у 591 домогосподарстві у складі 383 родин. Густота населення становила 303 особи/км².  Було 643 помешкання (145/км²).
Расовий склад населення:
| - 92,5 % — білих - 4,5 % — чорних або афроамериканців - 0,5 % — азіатів - 0,4 % — корінних американців - 1,0 % — осіб інших рас |

До двох чи більше рас належало 1,0 %. Частка іспаномовних становила 3,3 % від усіх жителів.
За віковим діапазоном населення розподілялося таким чином: 21,4 % — особи молодші 18 років, 58,4 % — особи у віці 18—64 років, 20,2 % — особи у віці 65 років та старші. Медіана віку мешканця становила 42,2 року. На 100 осіб жіночої статі у переписній місцевості припадало 91,2 чоловіків;  на 100 жінок у віці від 18 років та старших — 88,9 чоловіків також старших 18 років.
Середній дохід на одне домашнє господарство  становив 40 460 доларів США (медіана — 35 268), а середній дохід на одну сім'ю — 50 647 доларів (медіана — 48 652). За межею бідності перебувало 13,8 % осіб, у тому числі 6,6 % дітей у віці до 18 років та 17,7 % осіб у віці 65 років та старших.
Цивільне працевлаштоване населення становило 597 осіб. Основні галузі зайнятості: освіта, охорона здоров'я та соціальна допомога — 26,1 %, виробництво — 23,5 %, роздрібна торгівля — 18,8 %.